# Aarwangen (quận)
Aarwangen (tiếng Đức: Amtsbezirk Aarwangen; tiếng Pháp: District d'Aarwangen) là một quận hành chính cũ thuộc bang Bern, Thụy Sĩ. Aarwangen có diện tích 154 km², dân số theo thống kê của cục thống kê Thụy Sĩ năm 1999 là 41512. Thủ phủ đóng ở Aarwangen. Mã bưu chính là 202.
Sau ngày 1 tháng 1 năm 2010, quận này sáp nhập vào hạt Oberaargau, thuộc vùng lãnh thổ Emmental-Oberaargau.

## Khu tự quản
Quận có 25 khu tự quản:
- CH-4912 Aarwangen
- CH-4944 Auswil
- CH-4913 Bannwil
- CH-3368 Bleienbach
- CH-4917 Busswil bei Melchnau
- CH-4955 Gondiswil
- CH-4932 Gutenberg
- CH-4936 Kleindietwil
- CH-4900 Langenthal
- CH-4935 Leimiswil
- CH-4932 Lotzwil
- CH-4934 Madiswil
- CH-4917 Melchnau
- CH-4924 Obersteckholz
- CH-4943 Oeschenbach
- CH-4919 Reisiswil
- CH-4914 Roggwil
- CH-4938 Rohrbach
- CH-4938 Rohrbachgraben
- CH-4933 Rütschelen
- CH-4911 Schwarzhäusern
- CH-4922 Thunstetten
- CH-4916 Untersteckholz
- CH-4937 Ursenbach
- CH-4923 Wynau